# Хацом-Холь
Хацом-Холь («Череп-Копьеметатель») — правитель Пачанского царства со столицей в Яшчилане.

## Биография
Хацом-Холь является преемником Кинич-Татбу-Холя I.
В 426 году состоялась первая война с Йокибом, где царь Йокиба Ицам-Кан-Ак I попадает в плен. После этого начинаются постоянные войны между Пачаном и Йокибом, которые закончились спустя около 100 лет.
9.0.19.2.4, 2 Kan 2 Yax (16 октября 454 года) он посвятил «Место четырёх летучих мышей)» (или «Здание 22»). В 752 году (спустя более 300 лет) оно было восстановлено и повторно посвящено Яшун-Баламом IV.
Хацом-Холь умер в 461 году, его преемником стал его сын Яшун-Балам II.